# Ogenyi Onazi
Ogenyi Eddy Onazi (Jos, 25 de diciembre de 1992) es un futbolista nigeriano que juega como centrocampista en el Città di Acireale 1946 de la Serie D.

## Selección nacional
Ha sido internacional con la selección de fútbol de Nigeria en 51 ocasiones y ha convertido un gol.

### Participaciones en Copas del Mundo
| Mundial                               | Sede    | Resultado        | Partidos | Goles |
| ------------------------------------- | ------- | ---------------- | -------- | ----- |
| Copa Mundial de Fútbol Sub-17 de 2009 | Nigeria | Subcampeón       | 3        | 0     |
| Copa Mundial de Fútbol de 2014        | Brasil  | Octavos de final | 4        | 0     |
| Copa Mundial de Fútbol de 2018        | Rusia   | Fase de grupos   | 0        | 0     |

### Participaciones en Copas Confederaciones
| Copa                           | Sede   | Resultado      | Partidos | Goles |
| ------------------------------ | ------ | -------------- | -------- | ----- |
| Copa FIFA Confederaciones 2013 | Brasil | Fase de grupos | 0        | 0     |

### Participaciones en Copas Africanas
| Copa                           | Sede      | Resultado | Partidos | Goles |
| ------------------------------ | --------- | --------- | -------- | ----- |
| Copa Africana de Naciones 2013 | Sudáfrica | Campeón   | 5        | 0     |

## Clubes
| Club                   | País           | Año       |
| ---------------------- | -------------- | --------- |
| S. S. Lazio            | Italia         | 2012-2016 |
| Trabzonspor            | Turquía        | 2016-2019 |
| Denizlispor            | Turquía        | 2020      |
| SønderjyskE            | Dinamarca      | 2020-2021 |
| F. K. Žalgiris         | Lituania       | 2021      |
| Denizlispor            | Turquía        | 2021      |
| Al-Adalah Club         | Arabia Saudita | 2022      |
| Casertana F. C.        | Italia         | 2022-2023 |
| East Riffa Club        | Baréin         | 2023      |
| Kitchee S. C.          | Hong Kong      | 2023      |
| Avezzano Calcio        | Italia         | 2023-2024 |
| Charlotte Independence | Estados Unidos | 2025      |
| Città di Acireale 1946 | Italia         | 2025-     |

## Palmarés

### Títulos nacionales
| Título      | Club        | País   | Año  |
| ----------- | ----------- | ------ | ---- |
| Copa Italia | S. S. Lazio | Italia | 2013 |

### Títulos internacionales
| Título                    | Selección | Sede      | Año  |
| ------------------------- | --------- | --------- | ---- |
| Copa Africana de Naciones | Nigeria   | Sudáfrica | 2013 |